# Costeștii din Vale
Costeştii din Vale é uma comuna romena localizada no distrito de Dâmboviţa, na região de Muntênia. A comuna possui uma área de  km² e sua população era de 3467 habitantes segundo o censo de 2007.